# Stadio Miloud Hadefi
Lo stadio Miloud Hadefi (in arabo ملعب ميلود هدفي‎?) è un impianto sportivo polivalente situato ad Orano, in Algeria.
Ospita le partite casalinghe del Mouloudia Club d'Oran e spesso quelle della nazionale algerina. Fu finito di costruire nel 2021 ed è omologato per un massimo di 40 143 persone.